# Lípa svobody (Újezd nad Lesy)
Lípa svobody v Újezdu nad Lesy je památný strom, který roste v ulici Staroújezdská před hasičskou zbrojnicí.

## Parametry stromu
- Výška (m): 12
- Obvod (cm): 164
- Ochranné pásmo: vyhlášené – kruh o poloměru 12 m na p.č. 461/1, 499, 345/1 a 501/1
- Datum prvního vyhlášení: 28.10.2009[1]
- Stáří stromu: vysazena 28. října 1919[2]

## Popis
Kmen stromu se rozděluje na dvě hlavní větve. Ty vytvářejí bohatou korunu, která je vysoká 15 metrů. Lípa je ve výborném zdravotním stavu.

## Historie
Vysazení lípy svobody inicioval újezdský Okrašlovací spolek, který vznikl 9. srpna 1903. Jeho první předseda Antonín Kožíšek navrhl 29. května 1919 vysazení lípy při příležitosti prvního výročí vzniku Československé republiky. Místo pro vysazení bylo zvoleno před místní hasičskou zbrojnicí a 28. října téhož roku byla při slavnosti lípa zasazena za přítomnosti prezidenta T.G.Masaryka a jeho dcery Alice, kteří na slavnost přijeli z nedalekého zámku Koloděje.

## Významné stromy v okolí
- Lípa republiky (Ježkův park)
- Lípa republiky (Staroklánovická)
- Lípa republiky (Zaříčanská)